# Stig Dagerman
Stig Dagerman (5. října 1923, Älvkarleby – 15. listopadu 1954, Enebyberg, Danderyd) byl švédský spisovatel a žurnalista. Ve 40. letech 20. století byl považován za jednoho z nejlepších a nejtalentovanějších švédských spisovatelů.

## Život
Narodil se roku 1923 jako syn střelmistra. Studoval historii umění a literaturu, stal se kulturním redaktorem listu Arbetaren. Celý jeho tvůrčí literární život trval tři roky a jedenáct měsíců. Za tu dobu stihl napsat a vydat čtyři romány, sbírku povídek, reportážní knihu a čtyři dramata. Velmi silně a citlivě prožíval situaci poválečného světa, kterou zažil jednak ve Švédsku, ale také jako reportér v drsné a tragické realitě poválečného Německa.

Přes svůj nesporný talent a úspěch páchá ve velkém vypětí a citově zničený roku 1954 sebevraždu udušením výfukovými plyny svého auta. Několik dní předtím píše své přítelkyni: 
| „ | Můj život se svým způsobem zadrhl a já nechápu, jak ho zase dokážu uvolnit. Nic už nemohu, nemohu psát, smát se, mluvit ani číst. Připadám si zcela mimo hru. Když jsem dohromady s jinými lidmi, musím se nutit poslouchat, co říkají, abych se mohl usmívat ve správnou chvíli. | “ |

## Literární dílo
- Had (Ormen), 1945 – první román, líčí v něm stavy strachu a tísně, které nelze potlačit
- Ostrov odsouzených (De dömdas ö), 1946 – fantastický román
- Hry noci (Nattens lekar), 1947 – sbírka povídek, každá povídka psaná jiným stylem
- Německý podzim (Tysk höst), 1947 – publicistická kniha reportáží z poválečného Německa; předmluvu ke knize napsala spisovatelka Elfriede Jelinek
- Popálené dítě (Bränt barn), 1948 – považován za jeho nejlepší román, líčí poměr syna se snoubenkou jeho otce
- Starosti se svatbou (Bröllopsbesvär), 1949 – román je založený na vzpomínkách z mládí, robustnější tvar a méně tísnivý, než předchozí romány
- Kariérista (Streber), 1949 – realistické drama
- Nikdo není svobodný (Ingen går fri), 1949 – realistické drama, zabývá se morálními problémy poválečné společnosti
- Odsouzený k smrti (do češtiny přeloženo 1967) – muž odsouzený na smrt je náhle propuštěn na svobodu a setkává se s jakýmsi podivným klubem lidí, kteří přežili téměř jistou smrt také. Odsouzeného pozvou na večeři a nabízejí mu noc s kurtizánou. Omilostněný vězeň v ní vidí svou mrtvou lásku a prožívá trauma. Hra končí faktem, že omilostněný opravdu páchá vraždu, za kterou bude popraven.